# Monster Movie
Monster Movie är debutalbumet av den tyska experimentella rockgruppen Can. Det lanserades 1969. På omslaget benämns gruppen som The Can. Albumet kom att bli det enda som gavs ut med sångaren Malcolm Mooney tillsammans med gruppen under dess aktiva tid. Han ersatts strax efteråt av Damo Suzuki.
Även om Monster Movie var gruppens officiella debutalbum hade de redan 1968 med Mooney som sångare spelat in ett album som inget skivbolag då ville ge ut. Albumet som skulle haft titeln Prepared to Meet Thy PNOOM gavs på 1980-talet ut som Delay 1968.

## Låtlista
1. "Father Cannot Yell" - 7:06
2. "Mary, Mary So Contrary" - 6:21
3. "Outside My Door" - 4:11
4. "Yoo Doo Right" - 20:27